# Uthleben
Uthleben este o comună din landul Turingia, Germania.